# 徐巧芯
徐 巧芯（じょ こうしん、シュー チアオシン、1989年〈民国78年〉11月18日 - ）は、中華民国（台湾）の政治家。中国国民党所属の立法委員。

## 経歴
台北市生まれ。父親はUMCの倉庫部門で働いており、その後に早餐店（台湾式の朝食専門店）をはじめている。国立政治大学政治学部を卒業。
2015年、中国国民党の総裁候補であった洪秀柱の選挙事務所で広報担当を務めた。総裁候補が朱立倫に交代すると、朱の広報担当を務めることになった。2016年の立法委員選挙では、全国不分区において中国国民党の比例名簿17位に選ばれた。しかし、中国国民党の全国不分区の当選者は11名にとどまったため落選した。
2016年から2018年まで、馬英九元総統の事務所で広報担当を務めた。
2018年、台北市議会議員選挙に立候補し当選。
2023年1月、2024年の立法委員選挙に台北市第七選挙区から立候補する意向を表明。同選挙区には、中国国民党に所属する現職の立法委員である費鴻泰がいたため、予備選挙で候補者指名を争うこととなった。同年4月に実施された予備選挙では、徐巧芯が勝利。翌年の立法委員選挙で、民主進歩党の候補を破り初当選した。

## 選挙記録
| 年度 | 選挙                 | 選挙区                             | 所属政党   | 得票数    | 得票率 | 当選 | 注釈   |
| ---- | -------------------- | ---------------------------------- | ---------- | --------- | ------ | ---- | ------ |
| 2016 | 第9回立法委員選挙    | 全国不分区および僑居国外国民選挙区 | 中国国民党 | 3,280,949 | 26.91% |      | [ 10 ] |
| 2018 | 第13回台北市議員選挙 | 第三選挙区                         | 中国国民党 | 22,929    | 10.27% |      |        |
| 2022 | 第14回台北市議員選挙 | 第三選挙区                         | 中国国民党 | 27,205    | 12.72% |      |        |
| 2024 | 第11回立法委員選挙   | 台北市第七選挙区                   | 中国国民党 | 89,727    | 52.62% |      |        |